# La Urbana (Venezuela)
Pour les articles homonymes, voir La Urbana.
La Urbana est la capitale de la paroisse civile de La Urbana de la municipalité de Cedeño de l'État de Bolívar au Venezuela.